# Carl Albert Andersen
Carl Albert "Flisa" Andersen (Østre Aker, Oslo, 15 d'agost de 1876 – Oslo, 28 de setembre de 1951) va ser un gimnasta i atleta noruec que va competir a finals del segle xix i primers del segle xx. Va prendre part en els Jocs Olímpics de París, el 1900, als Jocs Intercalats d'Atenes de 1906 i als de Londres, el 1908.
Als Jocs de París, el 1900, Andersen va disputar dues proves. En el salt amb perxa guanyà la medalla de bronze amb un salt de 3,20 m i quedant rere els estatunidencs Irving Baxter i Meredith Colket. En el salt d'alçada quedà en quarta posició, a cinc centímetres de Lajos Gönczy que va obtenir el bronze.
El 1906 deixà l'atletisme i passà a gimnàstica, esport en què disputà la prova per equips, en què guanyà l'or. Dos anys després, als Jocs de Londres tornà a disputar la prova per equips i guanyà la medalla de plata.